# Keean White
Keean White (* 16. März 1983 in Cambridge, Ontario) ist ein kanadischer Springreiter.

## Karriere
Zehnjährig begann White zu reiten. Bei den Nordamerikanischen Meisterschaften der Jungen Reiter gewann er 2003 die Goldmedaille mit der Mannschaft.
Er trainierte jahrelang bei Olympiasieger Eric Lamaze. Keean betreibt die Angelstone Farm.

## Privates
Er lebt in Guelph. White hat drei jüngere Schwestern, die ebenfalls reiten.
In seiner Freizeit spielt er Eishockey, Golf und Basketball.

## Pferde (Auszug)
- Celena Z
- Chanel
- Limited Edition
- Arriscraft Rocca (* 1994), brauner Selle-Français-Wallach, Vater: Hurlevent, Besitzer: Equine Canada, zuvor von Eric Lamaze geritten.
- Vienna Rouge (* 1998), Fuchsstute, Vater: Heartbreaker, Besitzer: Angelstone Farms & Linda Ratcliffe
- Whisper of Mazour (* 1999), brauner Wallach, Vater: Darco, Besitzer: Angelstone Farms
- Maharaja D'Armanville (* 2000), brauner Selle-Français-Wallach, Vater: Adelfos, Besitzer: Angelstone Farms

## Erfolge

### Championate und Weltcup
- Weltcupfinale:
  - 2009, Las Vegas: 24. Platz mit Celena Z

| Personendaten    | Personendaten            |
| ---------------- | ------------------------ |
| NAME             | White, Keean             |
| KURZBESCHREIBUNG | kanadischer Springreiter |
| GEBURTSDATUM     | 16. März 1983            |
| GEBURTSORT       | Cambridge, Ontario       |